# Machaerota virescens
Machaerota virescens is een halfvleugelig insect uit de familie Machaerotidae. De wetenschappelijke naam van deze soort is voor het eerst geldig gepubliceerd in 1956 door Maa.